# الحلم الجورجي
الحلم الجورجي هو حزب ديمقراطي اجتماعي. تأسس في 19 أبريل 2012 من قبل رجل الأعمال والسياسي بدزينا إفنشفلي.